# Ušak
Pour les articles homonymes, voir Usak.
Ušak (en serbe cyrillique : Ушак) est un village de Serbie situé dans la municipalité de Sjenica, district de Zlatibor. Au recensement de 2011, il comptait 9 habitants.

## Démographie
| 1948 | 1953 | 1961 | 1971 | 1981 | 1991 | 2002 | 2011 |
| ---- | ---- | ---- | ---- | ---- | ---- | ---- | ---- |
| 121  | 119  | 109  | 80   | 47   | 28   | 14   | 9    |

|  |